# Le Chat botté (film, 1969)
Pour les articles homonymes, voir Le Chat botté (homonymie).
Le Chat botté (長靴をはいた猫, Nagagutsu o haita neko) est un film d'animation japonais réalisé par Kimio Yabuki pour le studio Toei et sorti en 1969. On peut déjà noter le travail de Hayao Miyazaki, mais il ne porte pas sa marque. Il est inspiré du conte homonyme de Charles Perrault (adapté par Jacob, Ludwig et Carl Grimm).
Le succès de ce film au Japon valut au chat Pero de devenir la mascotte de la Toei, au même titre que Totoro pour le studio Ghibli.

## Synopsis
Rejeté par les siens pour avoir sauvé la vie d'une souris, le chat Pero doit fuir son pays poursuivi par trois ninjas. Il trouve refuge chez Pierre, un jeune paysan cadet d'une famille de trois enfants. Victime d'un complot qui vise à le déshériter, Pierre quitte la maison avec Pero. En chemin, ils apprennent que le roi offrira la main de sa fille à l'homme qui se montrera le plus valeureux. Avec l'aide de Pero, Pierre se fera passer pour le marquis de Carrabas. Mais le sorcier Lucifer, prétendant le plus tenace, ne reculera devant rien pour ravir la main de la belle princesse...

## Fiche technique
- Producteur : Hiroshi Okawa
- Réalisation : Kimio Yabuki
- Scénario : Hisashi Inoue et Morihisa Yamamoto
- Direction artistique : Isamu Tsuchida et Mataharu Urata
- Direction animation : Yasuji Mori
- Musique : Seiichirō Uno
- Dates de sortie :
  - Japon : 18 mars 1969[1]
  - France : 11 décembre 1974[2]

## Distribution

### Voix japonaises
- Susumu Ishikawa : Pero
- Toshiko Fujita : Pierre
- Rumi Sakakibara : Princesse Rose
- Asao Koike : L'Ogre
- Kiiton Masuda : le Roi
- Kenji Utsumi : Daniel
- Shun Yashiro : Lemon
- Kazuo Kumakura : le chef des souris
- Yōko Mizugaki : petite Souris

### Voix françaises
- Christophe Lemoine : Pierre
- Philippe Peythieu : Pero
- Séverine Morisot : Princesse Rose
- Pascal Renwick : L'Ogre / le chef des souris (voix 1)
- Georges Berthomieu : le Roi
- Jean-Loup Horwitz : Daniel / Lemon / le chef des souris (voix 2)
- Danièle Hazan, Véronique Rivière : des souris

### Voix belges
- Véronique Fyon : Pierre
- Philippe Allard : Pero
- Mathieu Moreau : le Roi
- Michel Hinderyckx : Raymond
- Franck Dacquin : Daniel
- Benoît Grimmiaux : L'Ogre
- Lionel Bourguet : le roi des chats
- David Manet, Frédéric Meaux : voix additionnelles

## Autour du film
Ce film aura deux suites intitulées Le Chat Botté 2 (Nagagutsu sanjūshi, 1972) et Le Chat botté 3 (it) (Nagagutsu o haita neko: 80 nichikan sekai ishū, 1976).